# Jamie Thomas
Jamie Thomas (Dothan, 11 ottobre 1974) è uno skater professionista statunitense.
Ha iniziato a praticare kateboard all'età di 11 anni. A 17, dopo aver terminato la scuola, si è trasferito a San Francisco con 300$ ed il sogno di diventare uno skater professionista.

## Skateboard
Il suo primo sponsor è stata la Toy Machine, fondata da Ed Templeton. Dopo aver lasciato la Toy Machine, Jamie ha fondato numerose marche di skate molto importanti, come Zero Skateboards, Mystery Skateboards, Fallen Footwear, $lave Skateboards.
La più famosa tra le marche di Jamie, è la Zero Skateboards fondata nel lontano 1996, da un Jamie appena ventiduenne. Il team poteva contare altri giovani come Matt Mumford, Erik Ellington e Adrian Lopez, tutti skater adesso molto affermati.
Nel video della Zero Skateboards "Thrill Of It All" si assiste, alla fine della parte di Jamie, al tentativo di "ollie" del Leap of Faith, un imponente skatespot situato nella Point Loma High School a San Diego, California. Jamie, nonostante non abbia atterrato correttamente la manovra, è stato l'unico skater a saltarlo senza rompersi niente. Successivamente al tentativo si vede la tavola flettersi apparentemente senza rompersi. Jamie rotola in avanti, si rialza immediatamente e camminando verso il cameraman dice "Non lo farò mai più". Si dice che Chad Muska abbia provato come Jamie questa imponente manovra e che abbia riportato la frattura di entrambe le ginocchia ed una caviglia. 
Al giorno d'oggi Jamie Thomas è una delle leggende viventi dello skateboard mondiale. Le sue manovre, il suo carisma e i suoi video hanno ispirato una moltitudine di skater, non solo dilettanti, in tutto il mondo. Leader della Black Box Distribution, e delle marche già citate in precedenza, è attualmente impegnato in un progetto di imprenditoria che dovrebbe portarlo a diventare un imprenditore di successo. Jamie vive ad Encinitas, in California, con sua moglie Joanne e i suoi 2 figli. Nonostante non sia più lo skater di una volta, Jamie continua a cavalcare la tavola con i suoi team in giro per il mondo, mostrando a tutti lo stile e la bravura che da sempre lo hanno caratterizzato.
Da anni ormai è sponsorizzato dal brand americano Roark Revival.

## Video
- Toy Machine Heavy Metal (1994)
- Toy Machine Welcome to Hell (1996)
- Zero Thrill of it All (1997)
- Zero Misled Youth (1999)
- Chomp on This
- Zero Dying to Live (2002)
- Zero New Blood (2004)
- Reason to Believe
- Thrasher King of the Road 2004
- Thrasher King of the Road 2005
- Thrasher King of the Road 2006
- Fallen Ride The Sky (2008)